# ズールー語
ズールー語（ズールーご、Zulu、isiZuluとも）は、南アフリカ共和国のズールー族の95%、約900万人によって話される言語である。アパルトヘイトが終了した1994年には、南アフリカ共和国の11の公用語の一つと制定された。

## 地理的概要
| 0–20% 20–40% 40–60% |  | 60–80% 80–100% |

| <1 /km2 1–3 /km2 3–10 /km2 10–30 /km2 30–100 /km2 |  | 100–300 /km2 300–1000 /km2 1000–3000 /km2 >3000 /km2 |

南アフリカにおけるズールー語の分布：ズールー語を家庭内言語とする話者の人口比率

南アフリカにおけるズールー語の分布：ズールー語を家庭内言語とする話者の人口密度

ズールー語はバントゥー諸語の南東グループ（Nguni）に属する。ングニ語群には、ズールー語、コサ語、スワティ語、（北）ンデベレ語が含まれており、いずれも相互の意思疎通は比較的容易である。
クワズール・ナタール州およびハウテン州で広範に話され、レソト、エスワティニ、ジンバブエにも話者がいる。ジンバブエ南部で話されているズールー語は、一般に（北）ンデベレ語と呼ばれている。マラウイやタンザニア南部で話されるンゴニ語（ンゴニ族の言語）とも近隣関係にあると考えられているが、これは19世紀からのズールー族の移民とも関係が深い。

## 歴史
元々のズールー族の土地は、現在のタンザニアに相当する。南アフリカ共和国におけるズールー族の存在は、14世紀頃にまで遡ることができる。1832年には、ズールー王国を建国している。
最初にズールー語で書かれた書物は、1883年に翻訳された聖書である。1901年にはズールー族のジョン・デューブ（英: John Langalibalele Dube）が、南アフリカで最初の原住民族のための教育施設Ohlange Instituteを設立した。彼はまた、ズールー語で書かれた最初の小説Insila kaChaka（1933年）の著者でもある。他のズールー語執筆の先駆者として、小説家Reginald Dhlomo（en）がいる。彼は19世紀のズールー国家指導者についての小説を執筆した。作品にはU-Dingane （1936年）、U-Shaka （1937年）、U-Mpande（1938年）、U-Cetshwayo （1952年）、U-Dinizulu （1968年）がある。

## 音声／音韻

### 母音
ズールー語は、基本的には５母音体系である。中広母音と中狭母音は音韻的には対立せず、書記法にも反映されない。
| IPA | 表記 | 例 (IPA)     | 例 (書記法) | 意味       | 備考                                                                    |
| --- | ---- | ------------ | ----------- | ---------- | ----------------------------------------------------------------------- |
| [i] | i    | [ˈsiːza]     | -siza       | 助ける     |                                                                         |
| [u] | u    | [uˈmuːzi]    | umuzi       | 家         |                                                                         |
| [e] | e    | [umɡiˈɓeːli] | umgibeli    | 馬に乗る者 | 後続音節の母音が "i", "u"の場合、もしくは語末の場合、eは[e]で発音される |
| [ɛ] | e    | [ˈpʰɛːɠa]    | -pheka      | 料理する   | 上記以外の条件のeは[ɛ]で発音される                                      |
| [o] | o    | [umaˈɠoːti]  | umakoti     | 嫁、花嫁   | 後続音節の母音が "i", "u"の場合、もしくは語末の場合、oは[o]で発音される |
| [ɔ] | o    | [ɔˈɡɔːɡo]    | ogogo       | 老婆       | 上記以外の条件のoは[ɔ]で発音される                                      |
| [a] | a    | [ˈdiːda]     | -dida       | 困惑する   |                                                                         |

語を単独で発音した場合、次末音節（英: penultimate syllable）の母音は長母音化する。

### 子音（非クリック）
| IPA            | 表記   | 例 (IPA)      | 例 (書記法) | 意味             |
| -------------- | ------ | ------------- | ----------- | ---------------- |
| [m]            | m      | [uˈmaːma]     | umama       | （私の）母       |
| [n]            | n      | [uˈniːna]     | unina       | 彼／女／たちの母 |
| [ɲ]            | ny     | [iˈɲoːni]     | inyoni      | 鳥               |
| [ŋ]            | n(g/k) | [iŋˈɡaːne]    | ingane      | 子供             |
| [p]            | p      | [iːˈpiːpi]    | ipipi       | パイプ（喫煙）   |
| [pʰ]           | ph     | [ˈpʰɛːɠa]     | -pheka      | 料理する         |
| [t]            | t      | [iːˈtiːje]    | itiye       | お茶             |
| [tʰ]           | th     | [ˈtʰaːtʰa]    | -thatha     | 取る、もってくる |
| [k]            | k      | [kumˈnaːndi]  | kumnandi    | おいしいです     |
| [kʰ]           | kh     | [iːˈkʰaːnda]  | ikhanda     | 頭、頭部         |
| [b]            | b      | [uˈbaːba]     | ubaba       | （私の）父       |
| [d]            | d      | [iːˈdaːda]    | idada       | アヒル           |
| [ɡ]            | g      | [ɔˈɡɔːɡo]     | ugogo       | おばあさん、老婆 |
| [ɓ]            | bh     | [ˈɓaːla]      | -bhala      | 書く             |
| [ɠ]            | k      | [uˈɠuːza]     | ukuza       | 来ること         |
| [f]            | f      | [ˈiːfu]       | ifu         | 雲               |
| [v]            | v      | [ˈvaːla]      | -vala       | 閉じる           |
| [s]            | s      | [iːˈsiːsu]    | isisu       | おなか           |
| [z]            | z      | [umˈzuːzu]    | umzuzu      | 瞬間             |
| [ʃ]            | sh     | [iːˈʃuːmi]    | ishumi      | １０（数字）     |
| [h]            | h      | [ˈhaːmba]     | -hamba      | 歩く、前進する   |
| [ɦ]            | hh     | [iːˈɦaːʃi]    | ihhashi     | ウマ             |
| [l]            | l      | [ˈlaːla]      | -lala       | 眠る             |
| [ɬ]            | hl     | [ˈɬaːla]      | -hlala      | 座る、住む       |
| [ɮ]            | dl     | [ɮa]          | idla        | 食べる           |
| [tʃ]           | tsh    | [uˈtʃaːni]    | utshani     | 草               |
| [dʒ]           | j      | [ˈuːdʒu]      | uju         | はちみつ         |
| [kx ~ kɬ ~ kl] | kl     | [umklɔˈmɛːlo] | umklomelo   | 賞               |
| [j]            | y      | [uˈjiːse]     | uyise       | 彼／女／たちの父 |
| [w]            | w      | [ˈwɛːla]      | wela        | 渡る             |

### 子音（クリック）
ズールー語の特徴として、クリック音（舌打音）を使うという点がある。この特徴は、他の南アフリカ諸語にも共通するが、この地域の言語に顕著である。ズールー語には次の3つの基本的な吸着音がある。
- c - 歯吸着音(不快に感じたときに「ちっ」と舌打ちをするような音)
- q - 歯茎吸着音(ビールの栓を抜く音をまねるときの「ポコッ」というような音)
- x - 側面吸着音(奥歯に挟まったものを舌でクチャクチャと吸い出すときに出るときのような音)

これらのクリック音は無声無気音を表すが、それぞれに、無声有気音(ch, qh, xh)、有声音(gc, gq, gx)、前鼻音化音(nc, nq, nx)、前鼻音化有声音(ngc, ngq, ngx)のバリエーションがあり、都合１５のクリック子音が音素として認められる。
| IPA   | 表記 | 例 (IPA)       | 例 (書記法) | 意味                                         |
| ----- | ---- | -------------- | ----------- | -------------------------------------------- |
| [ǀ]   | c    | [iːˈǀiːǀi]     | icici       | イヤリング                                   |
| [ǀʰ]  | ch   | [uɠuˈǀʰaːza]   | ukuchaza    | 瘢痕を施すこと                               |
| [ᶢǀʱ] | gc   | [isiˈᶢǀʱiːno]  | isigcino    | 終わり                                       |
| [ᵑǀ]  | nc   | [iˈᵑǀwaːᵑǀwa]  | incwancwa   | サワーミルクとトウモロコシの粉を混ぜた食べ物 |
| [ᵑǀʱ] | ngc  | [iˈᵑǀʱoːsi]    | ingcosi     | 少量                                         |
| [!]   | q    | [iːˈ!aː!a]     | iqaqa       | ポールキャット（イタチの一種）               |
| [!ʰ]  | qh   | [iːˈ!ʰuːde]    | iqhude      | オンドリ                                     |
| [ᶢ!ʱ] | gq   | [umᶢ!ʱiˈɓɛːlo] | uMgqibelo   | 土曜日                                       |
| [ᵑ!]  | nq   | [iˈᵑ!ɔːla]     | inqola      | 馬車、車                                     |
| [ᵑ!ʱ] | ngq  | [iˈᵑ!ʱɔːndo]   | ingqondo    | 知恵                                         |
| [ǁ]   | x    | [iːˈǁɔːǁo]     | ixoxo       | カエル                                       |
| [ǁʰ]  | xh   | [uɠuˈǁʰaːsa]   | ukuxhasa    | 強制すること                                 |
| [ᶢǁʱ] | gx   | [uɠuˈᶢǁʱɔːɓa]  | ukugxoba    | ふみつけること                               |
| [ᵑǁ]  | nx   | [iˈᵑǁɛːɓa]     | inxeba      | 傷                                           |
| [ᵑǁʱ] | ngx  | [iˈᵑǁʱɛːɲe]    | ingxenye    | 部分                                         |

## 文法
ズールー語に共通する文法の特徴は次の通り。
- 形態学的には膠着語に属する。
- 語順は基本的にはSVO型。ただし、動詞に格情報が埋め込まれていることにより、語順は比較的容易にシャッフルしうる。
- 他のバントゥー諸語と同様、名詞は単数・複数による接頭辞の違いを伴い、15の形態に分類される。すなわち、主語となる名詞の前半部分（＝接頭辞）と同じかもしくはそれに似た形態的特徴が、文中のその他の要素（動詞や形容詞など）にも前接されて現れるのである。次の例は、主語'aba-ntu'（人々）を使用した場合の例であり、他の品詞への照応が見られる。

Bonke 　　abantu abaqatha bepulazi bayagawula.
すべての　人々　　強い　　　農場の　　彼らは（木を）切り倒している。
All the strong people of the farm are felling (trees).（農場の強い人々はみんな木を切り倒しています）
- 動詞は定形の枠を形成し、一時的かつ相的に結合する。標準的な動詞は二つの語幹を持ち、一つは現在不定詞のため、もう一つは完了詞のためである。主語の一致のための動詞語幹や、未来時制・過去時制には、異なる接頭辞を付けることができる。例えば、uthanda（he loves）という単語の動詞語幹は'-thanda'であり、接頭辞'u-'は三人称単数の主語を明示する。

接頭辞は動詞語幹の生成要因、または相互形態を明示するために共通に使うことができる。
- ほとんどの単語集合（英語での形容詞に相当）は、形態学的に動詞と見なすことができる。たとえば umuntu uBomvu （the person is red）という文節においては、明示のための接頭辞'u-'を含む単語 uBomvu（語幹-Bomvu）は、動詞として明確に働く。

## 表現
次の表現は、ズールー語が話されている地域を訪れた時に使うことができる。
- Sawubona （「こんにちは Hello」、一人に対して）
- Sanibonani （「こんにちは Hello」、複数に対して）
- Unjani （「お元気ですか？ How are you?」、一人に対して）
- Ninjani （「お元気ですか？ How are you?」、複数に対して）
- Ngiyaphila （「元気です I'm fine」）
- Ngiyabonga （「ありがとう I thank you」、一人から）
- Siyabonga （「ありがとう We thank you」、複数から）
- Isikhathi sithini? (「いま何時ですか？ What is the time?」）
- Uhlala kuphi? (「どこに滞在していますか？ Where do you stay?」）
- Eish (何が起きたか分からず完全に面食らっていて、言葉も出ないときに使う I am completely flabbergasted by what just happened, and word fail me」、この単語は南アフリカでのスラングであり、ズールー語話者だけの単語ではない）

## ソース
- UCLA Language Materials Project - Zulu

## 参考書籍
- Doke, C.M. (1947) Text-book of Zulu grammar. London: Longmans, Green and Co.
- Wilkes, Arnett, Teach Yourself Zulu. ISBN 0-07-143442-9